# Orthetrum kollmannspergeri
Orthetrum kollmannspergeri är en trollsländeart som beskrevs av Buchholz 1959. Orthetrum kollmannspergeri ingår i släktet Orthetrum och familjen segeltrollsländor. IUCN kategoriserar arten globalt som livskraftig. Inga underarter finns listade i Catalogue of Life.